# Antonio Berti (Bergsteiger)
Antonio Berti (geboren 17. Januar 1882 in Venedig; gestorben 8. Dezember 1956 in Padua) war ein italienischer Arzt, Bergsteiger und Schriftsteller.

## Leben
Berti stammte aus einer wohlhabenden venezianischen Familie. Er wurde auf den Namen seines Großvaters, des Arztes und Senators Antonio Berti (1812–1879), getauft. Sein Großvater mütterlicherseits, der Universitätsprofessor Francesco Ferrara, war ebenfalls Senator und unter Urbano Rattazzi für kurze Zeit italienischer Finanzminister.
Nach dem Besuch des humanistischen Gymnasiums in Venedig schrieb er sich an der Fakultät für Medizin der Universität Padua ein. Er spezialisierte sich als Röntgenarzt und machte sich bald einen Namen. In seiner Freizeit fuhr er von seiner Wohnung am Prato della Valle mit dem Fahrrad in die Berge, um seinem Hobby dem Bergsteigen zu frönen. Seine Liebe zu den Bergen hatte er bereits als Jugendlicher entdeckt, als er die Sommerferien in den Dolomiten rund um Cortina d’Ampezzo verbrachte. Mit 17 Jahren bestieg der noch unerfahrene Antonio Berti mit Freunden den Monte Cristallo. Noch im gleichen Sommer mit dem Alpinisten Orazio de Falkner die Besteigung der Ago da Lago in der Croda-da-Lago-Gruppe. Es folgten weitere Begehungen zunächst in den Ampezzaner Dolomiten, später in den übrigen östlichen Dolomiten und den venezianischen Voralpen.
Bis in die 1910er Jahre teilte er sich zwischen Studium, Arbeit, der Schriftstellerei und dem Bergsteigen auf. 1900 trat er dem Club Alpino Italiano (CAI) bei. In Padua habilitierte er unter anderem in Physiologie und spezielle Pathologie. 1908 veröffentlichte er seinen ersten alpinen Führer über die Dolomiten des Cadore (Le Dolomiti del Cadore: guida alpinistica). Im gleichen Jahr wurde er Mitglied des Club Alpino Accademico Italiano (CAAI). Er war damit der erste Bergsteiger im CAAI, der sich ausschließlich in den Dolomiten einen Namen als Alpinist gemacht hatte.
In diesen Jahren machte er die Bekanntschaft mit anderen Bergsteigern wie Luigi Tarra und Arturo Andreoletti, die Teil seines Freundeskreis wurden und mit denen er seine Leidenschaft für die östlichen Dolomiten teilte. 1913 heiratete er die Contessa Marina Suman aus Padua. Nach dem Ausbruch des Ersten Weltkrieges meldete er sich 1915 noch vor dem italienischen Kriegseintritt  als Freiwilliger für den Kriegsdienst. Nach dem italienischen Kriegseintritt im Mai 1915 wurde er als Tenente bei den Alpini an die Front in den Sextner Dolomiten im Bereich der Drei Zinnen verlegt. Als Arzt war in verschiedenen Feldlazaretten und zuletzt im Rang eines Majors am Militärkrankenhaus in Padua tätig. Das italienische Heer nutzte aber auch seine exzellente Ortskenntnisse in Dolomiten und seine Fähigkeiten als Bergsteiger. So wurde ihm die Installation eines Scheinwerfers auf dem Gipfel der fast 3000 m hohen Großen Zinne anvertraut. Im Juni 1915 wurden auf seinen Rat hin die Stellungen auf dem von den Italienern besetzten Paternkofel verstärkt, bevor wenige Wochen danach am 4. Juli, der von Sepp Innerkofler angeführte österreichische Eroberungsversuch scheiterte, bei der Innerkofler den Tod fand. Berti, der laut eigener Aussage den Angriff aus der Ferne mit dem Fernglas beobachtete, schilderte später in seinen Büchern die Todesumstände Innerkoflers, wobei er auch auf Zeugenaussagen zurückgriff. Laut Berti war der Sextner Bergführer von einem Stein am Kopf getroffen worden, der ihm von der italienischen Gipfelbesatzung entgegen geschleudert worden war und zu Tode gestürzt. Eine Aussage, die bereits in den 1930er Jahren von österreichischer Seite angezweifelt wurde, an der er aber auch später festhielt.
Nach dem Krieg nahm er zunächst seine Vorlesungen an der Universität Padua wieder auf. Den aufkommenden Faschismus beobachtete er nach Aussagen seines Sohnes Camillo mit Argwohn. 1920 übernahm er den Posten des Chefarztes im Krankenhaus von Vicenza, den er bis zu seiner Pensionierung 1954 innehatte. 1928 veröffentlichte er mit dem Gebietsführer der östlichen Dolomiten (Guida delle Dolomiti orientali) sein wohl bekanntestes Werk. In dem Buch beschränkte er sich nicht nur auf die Beschreibung von Kletterrouten, sondern es beinhaltete auch Kapitel zum geologischen Aufbau der verschiedenen Dolomitengruppen, über die Geschichte des Alpinismus in den östlichen Dolomiten und kriegsgeschichtliche Hinweise des vergangenen Weltkrieges. Mit dem Titel, der in mehreren überarbeiteten Auflagen auch unter der Schirmherrschaft des CAI herausgegeben wurde, trug er zur touristischen und alpinistischen Erschließung der östlichen Dolomiten bei.
Der immer stärker wertende Wettstreit unter den Alpinisten auf der Suche nach neuen, schwereren Kletterrouten, war ihm zunächst fremd und entfernte ihn für eine gewisse Zeit vom Alpinismus. Berti wandte sich nun den Ereignissen des  Gebirgskrieges in den Dolomiten zu. Gipfelbesteigungen und Kletterrouten traten jetzt in den Hintergrund. Vielmehr konzentrierte er sich auf den Besuch ehemaliger italienischer und österreichischer Kriegssteige und Stellungen. In der Folge veröffentlichte er mehrere Bücher über den Gebirgskrieg in den östlichen Dolomiten. Von dem Wunsch getrieben seinen Führer über die östlichen Dolomiten zu erweitern und Berggruppen zu beschreiben, die er bis dahin vernachlässigt hatte, nahm er seine Tätigkeit als Alpinist wieder auf.
Die Arbeit als Schriftsteller half ihm auch über den Verlust seines ältesten Sohnes Alessandro im April 1945 hinweg. Der als Artillerieoffizier dienende Alessandro Berti, war nach dem italienischen Waffenstillstand mit den Alliierten im September 1943 in deutsche Kriegsgefangenschaft geraten, aus der er nicht mehr zurückkehren sollte. 1948 veröffentlichte Berti das Buch Parlano i monti, eine Zitatensammlung aus literarischen Werken über den Alpinismus und die Berge. Bereits 1947 erschien die unter Leitung seines Sohnes Camillo Berti herausgegebene Sektionszeitschrift des CAI Veneto Le Alpi Venete. Nachdem er 1954 in den Ruhestand getreten war, widmete er sich vollständig der Schriftstellerei und arbeitete an der Erweiterung seines vom CAI und Touring Club Italiano 1950 herausgegebenen Führers über die östlichen Dolomiten aus der Reihe Guida dei Monti d’Italia. Ein zweiter Teilband war bereits im Entwurf fertiggestellt, als Antonio Berti 1956 starb. Nach seinem Tode wurde sein Werk von seinem Sohn Camillo Berti fortgeführt und schließlich noch um einen dritten Band erweitert.
Das von der Sektion Padua des CAI bewirtschaftete Rifugio Antonio Berti al Popera in den Sextner Dolomiten ist nach ihm benannt. Eine nach ihm 1959 benannte Stiftung widmet sich dem Studium und dem Schutz der Alpen in der Region Venetien. Des Weiteren tragen einige Erhebungen und Scharten in den Dolomiten seinen Namen.

## Schriften (Auswahl)
- Le Dolomiti del Cadore: guida alpinistica. Fratelli Drucker, Padua/Verona 1908.
- Le Dolomiti orientali: guida turistico-alpinistica. Treves, Mailand 1928.
- mit Giovanni Sala: Guerra per crode. Cedam, Padua 1933.
- Guerra in Cadore.  10° Reggimento Alpini, Rom 1936.
- Parlano i Monti. Hoepli, Mailand 1948.
- Le Dolomiti Orientali: guida turistico-alpinistica. (=Guida dei Monti d’Italia), CAI/TCI, Mailand 1950.